# Jaime Jaquez Jr.
Pour les articles homonymes, voir Aimé Jacquet.
Jaime Jaquez Jr., né le  18 février 2001 à Irvine en Californie, est un joueur américano-mexicain de basket-ball évoluant au poste d'ailier.

## Biographie

### Carrière universitaire
Entre 2019 et 2023, il joue pour les Bruins de l'UCLA à l'université de Californie à Los Angeles.

### Carrière professionnelle

#### Saison 2023-2024
Sélectionné en 18ᵉ position de la Draft 2023 de la NBA par le Heat de Miami, Jaime Jaquez Jr. réalise une saison rookie impressionnante en NBA. Rapidement intégré dans la rotation de l'équipe, il se distingue par son intensité défensive, son jeu polyvalent et son impact offensif.
Grâce à ses performances régulières, il est nommé dans la NBA All-Rookie First Team et termine quatrième du vote pour le Rookie de l'année 2024, derrière Victor Wembanyama, Chet Holmgren et Brandon Miller . Sur la saison 2023-2024, il affiche des statistiques solides avec une moyenne de points et de rebonds encourageante.

#### Saison 2024-2025
Alors qu'il avait réalisé une saison rookie prometteuse avec le Heat, Jaime Jaquez Jr. connaît une deuxième année bien plus compliquée en NBA. Annoncé comme un joueur capable de confirmer son rôle important dans la rotation, il peine pourtant à retrouver son influence sur le terrain. Dès le début de la saison 2024-2025, son manque de régularité devient un problème majeur. Son adresse au tir est en baisse, son agressivité offensive semble réduite, et son apport défensif, autrefois salué, est nettement moins impactant.
Face à ces difficultés, Jaquez Jr. lui-même reconnaît publiquement devoir travailler sur plusieurs aspects de son jeu pour retrouver son niveau. Il admet que son adaptation aux exigences physiques de la ligue et son manque d’efficacité offensive l’ont empêché d’avoir un impact aussi fort qu’espéré. Pourtant, ses tentatives pour s’imposer à nouveau dans la rotation floridienne restent insuffisantes. Ses performances oscillent entre des matchs anecdotiques où il peine à peser sur le jeu et quelques rares éclairs rappelant son talent de rookie. Cette irrégularité nuit à son temps de jeu, qui a diminué par rapport à sa première saison, le poussant parfois à être relégué en sortie de banc sans réel impact.
Plusieurs analystes notent son manque de progression et vont jusqu'à le classer parmi les joueurs les "moins améliorés" de la saison 2024-2025. Alors qu'il était attendu comme un élément clé du projet du Heat de Miami, il stagne et perd peu à peu la confiance de son coaching staff. Certains observateurs remettent même en question son véritable plafond en NBA, se demandant s'il ne risque pas d’être rapidement éclipsé par des joueurs plus constants et mieux adaptés aux besoins de son équipe.
Lors de l'édition 2025 du Rising Stars Challenge, il représente les jeunes talents de la ligue et livre une prestation remarquée. Après le match, il exprime sa fierté de représenter le Mexique et de contribuer à la montée en puissance des joueurs mexicains en NBA.
Sa popularité grandit également en dehors des parquets : son maillot devient le plus vendu au Mexique en 2025. Son ascension fulgurante fait de lui l’un des jeunes joueurs les plus prometteurs du Heat de Miami, et certains analystes estiment, à horizon 2025, qu’il pourrait devenir un élément clé de la franchise dans les années à venir.

## Palmarès

### Professionnel
- NBA All-Rookie First Team en 2024.

### Universitaire
- Consensus second-team All-American en 2023
- Lute Olson Award (en) en 2023
- Joueur de l'année de la conférence Pac-12 en 2023
- 2× First-team All-Pac-12 en 2022 et 2023
- Second-team All-Pac-12 en 2021
- 2× Pac-12 All-Defensive Team en 2021 et 2022

## Statistiques

### Universitaires
| Saison    | Équipe   | Matchs | Titul. | Min./m | % Tir | % 3pts | % LF | Rbds/m. | Pass/m. | Int/m. | Ctr/m. | Pts/m. |
| --------- | -------- | ------ | ------ | ------ | ----- | ------ | ---- | ------- | ------- | ------ | ------ | ------ |
| 2019-2020 | UCLA     | 31     | 23     | 26,7   | 45,4  | 31,3   | 76,1 | 4,81    | 1,35    | 1,39   | 0,39   | 8,87   |
| 2020-2021 | UCLA     | 32     | 32     | 34,8   | 48,6  | 39,4   | 65,5 | 6,09    | 1,69    | 1,22   | 0,69   | 12,34  |
| 2021-2022 | UCLA     | 34     | 34     | 30,4   | 47,2  | 27,6   | 76,1 | 5,71    | 2,32    | 1,15   | 0,32   | 13,91  |
| 2022-2023 | UCLA     | 37     | 37     | 33,2   | 48,1  | 31,7   | 77,0 | 8,22    | 2,35    | 1,54   | 0,59   | 17,81  |
| Carrière  | Carrière | 134    | 126    | 31,4   | 47,5  | 32,8   | 73,7 | 6,28    | 1,96    | 1,33   | 0,50   | 13,45  |

### Professionnelles

#### Saison régulière
| Saison    | Équipe   | Matchs | Titul. | Min./m | % Tir | % 3pts | % LF | Rbds/m. | Pass/m. | Int/m. | Ctr/m. | Pts/m. |
| --------- | -------- | ------ | ------ | ------ | ----- | ------ | ---- | ------- | ------- | ------ | ------ | ------ |
| 2023–2024 | Miami    | 75     | 20     | 28,2   | 48,9  | 32,2   | 81,1 | 3,8     | 2,6     | 1,0    | 0,3    | 11,9   |
| 2024–2025 | Miami    | 66     | 17     | 20,7   | 46,1  | 31,1   | 75,4 | 3,2     | 2,5     | 0,9    | 0,2    | 8,6    |
| Carrière  | Carrière | 141    | 37     | 24,7   | 47,8  | 31,8   | 78,5 | 3,5     | 2,6     | 1,0    | 0,2    | 10,3   |

#### Playoffs
| Saison   | Équipe   | Matchs | Titul. | Min./m | % Tir | % 3pts | % LF | Rbds/m. | Pass/m. | Int/m. | Ctr/m. | Pts/m. |
| -------- | -------- | ------ | ------ | ------ | ----- | ------ | ---- | ------- | ------- | ------ | ------ | ------ |
| 2024     | Miami    | 4      | 4      | 30,6   | 40,4  | 23,1   | 85,7 | 3,30    | 3,00    | 0,80   | 0,50   | 12,80  |
| Carrière | Carrière | 4      | 4      | 30,6   | 40,4  | 23,1   | 85,7 | 3,30    | 3,00    | 0,80   | 0,50   | 12,80  |

## Records sur une rencontre en NBA
Les records personnels de Jaime Jaquez Jr en NBA sont les suivants, :
| Type de statistique        | Saison régulière | Saison régulière        | Saison régulière |
| Type de statistique        | Record           | Adversaire              | Date             |
| -------------------------- | ---------------- | ----------------------- | ---------------- |
| Points                     | 41               | Wizards de Washington   | 13 avril 2025    |
| Paniers marqués            | 17               | Wizards de Washington   | 13 avril 2025    |
| Paniers tentés             | 25               | Wizards de Washington   | 13 avril 2025    |
| Paniers à 3 points réussis | 3                | Thunder d'Oklahoma City | 10 janvier 2024  |
| Paniers à 3 points tentés  | 7                | @ Hawks d'Atlanta       | 11 novembre 2023 |
| Lancers francs réussis     | 8                | Sixers de Philadelphie  | 25 décembre 2023 |
| Lancers francs tentés      | 9                | Thunder d'Oklahoma City | 10 janvier 2024  |
| Rebonds offensifs          | 5                | Sixers de Philadelphie  | 25 décembre 2023 |
| Rebonds défensifs          | 9                | Wizards de Washington   | 13 avril 2025    |
| Rebonds totaux             | 12               | Kings de Sacramento     | 6 janvier 2025   |
| Passes décisives           | 10               | Kings de Sacramento     | 6 janvier 2025   |
| Interceptions              | 5                | Kings de Sacramento     | 6 janvier 2025   |
| Contres                    | 1                | 4 fois                  | 4 fois           |
| Balles perdues             | 3                | 2 fois                  | 2 fois           |
| Minutes jouées             | 45               | Kings de Sacramento     | 6 janvier 2025   |

- Double-double : 4
- Triple-double : 1

Dernière mise à jour : 13 avril 2025